# アルデヒドフェレドキシンオキシドレダクターゼ
アルデヒドフェレドキシンオキシドレダクターゼ（Aldehyde ferredoxin oxidoreductase, AOR）は、解糖系/糖新生およびペントースリン酸経路を構成する酵素で、次の化学反応を触媒する酸化還元酵素である。
アルデヒド + H2O + 2 酸化型フェレドキシン {\displaystyle \rightleftharpoons } カルボン酸 + 2 還元型フェレドキシン + 2 H+
反応式の通り、この酵素の基質はアルデヒドと水と酸化型フェレドキシン、生成物はカルボン酸と還元型フェレドキシンとH+である。
組織名はaldehyde:ferredoxin oxidoreductaseである。